# Sulphur Point
Der Sulphur Point (englisch für Schwefelspitze) ist eine markante und kliffartige Landspitze auf der Westseite von Visokoi Island im Archipel der Südlichen Sandwichinseln. Sie liegt 2,5 km nördlich des Wordie Point.
Wissenschaftler der britischen Discovery Investigations benannten sie im Zuge von 1930 durchgeführten Vermessungen als West Bluff (englisch für Westliche Klippe). Das UK Antarctic Place-Names Committee nahm 1953 eine Änderung dieser Benennung vor, um Verwechslungen mit dem West Bluff von Zavodovski Island zu Vermeiden. Namensgebend sind die hier vorhandenen Schwefelvorkommen und das hier austretende Schwefelwasserstoffgas.